# 阿里河站
阿里河站，位于中华人民共和国内蒙古自治区呼伦贝尔市鄂伦春自治旗阿里河镇，是伊加铁路上的火车站，建于1965年，由哈尔滨铁路局加格达奇车务段管辖。

## 車站周邊
- 鄂伦春自治旗城市管理综合行政执法局
- 鄂伦春自治旗农牧业局
- 鄂伦春自治旗粮食局
- 鄂伦春自治旗烟草专卖局
- 中国农业银行鄂伦春自治旗支行
- 鄂伦春民族博物馆
- 中国联通阿里河镇营业厅
- 鄂伦春自治旗人民医院
- 鄂伦春自治旗广播电影电视服务局
- 中国工商银行鄂伦春自治旗支行

## 高考专列
由于《内蒙古自治区教育考试考点考场设置管理办法》规定区内高考考点原则上设置在旗（县）政府所在地，鄂伦春、达斡尔、鄂温克等少数民族聚居的大杨树镇没有设置高考考点的资格，因此每年高考期间都有千余名考生需要前往135公里之外的鄂伦春自治旗政府所在地阿里河镇参加考试。自2003年至2021年，哈尔滨铁路局每年高考期间均会加开大杨树至本站的高考学生临客，供参加高考学生及教师、家长乘用。2022年，因大杨树镇获批设立高考考点，高考专列停运。

## 歷史
- 建于1965年。